# أوسكار كاستيلو
أوسكار كاستيلو (بالإسبانية: Oscar Castillo)‏ هو محامي وسياسي أرجنتيني، ولد في 18 يناير 1954 في سان فرناندو ديل فالي دي كاتاماركا في الأرجنتين. حزبياً، نشط في الاتحاد المدني الراديكالي. وقد انتخب عضو مجلس الشيوخ الأرجنتيني عن دائرة كاتاماركا وقد انضم خلال فترته النيابية (10 ديسمبر 2015 – 9 ديسمبر 2021)  للكتلة البرلمانية Progressive, Civic and Social Front ‏ وانتخب عضو مجلس الشيوخ الأرجنتيني وانتخب عضو مجلس النواب في الأرجنتين.